# Aloe fievetii
Aloe fievetii ist eine Pflanzenart der Gattung der Aloen in der Unterfamilie der Affodillgewächse (Asphodeloideae). Das Artepitheton fievetii ehrt den Winzer und Sukkulentenliebhaber Gerard Fievet aus Madagaskar.

## Beschreibung

### Vegetative Merkmale
Aloe fievetii wächst stammlos oder kurz stammbildend und in der Regel einfach. Die zwölf bis 16 lanzettlich spitz zulaufenden Laubblätter bilden eine dichte Rosette. Die grüne, hell rötlich überhauchte  Blattspreite ist 35 Zentimeter lang und 5 bis 6 Zentimeter breit. An der leicht gedrehten Blattspitze sind drei bis vier kleine Zähne vorhanden. Die rosaroten Zähne am rosaroten Blattrand sind 2 bis 3 Millimeter lang und stehen 7 bis 10 Millimeter voneinander entfernt.

### Blütenstände und Blüten
Der Blütenstand ist einfach oder weist einen Zweig auf. Er erreicht eine Länge von bis zu 50 Zentimeter. Die dichten, ebensträußig-kopfigen Trauben sind etwa 9 Zentimeter lang und 4 Zentimeter breit. Die eiförmig-spitzen, rötlich bräunen Brakteen weisen eine Länge von 5 Millimeter auf und sind ebenso breit. Die leicht keulenförmigen, orangefarbenen Blüten stehen an 30 Millimeter langen Blütenstielen. Die Blüten sind 27 bis 30 Millimeter lang und an ihrer Basis gerundet. Auf Höhe des Fruchtknotens weisen sie einen Durchmesser von 5 bis 6 Millimeter auf. Darüber sind sie erweitert. Ihre Perigonblätter sind auf einer Länge von 14 Millimetern nicht miteinander verwachsen. Die Staubblätter und der Griffel ragen kaum aus der Blüte heraus.

## Systematik und Verbreitung
Aloe fievetii ist auf Madagaskar auf grasigen Humustaschen auf Granitfels in einer Höhe von 1200 Metern verbreitet.
Die Erstbeschreibung durch Gilbert Westacott Reynolds wurde 1965 veröffentlicht. Es werden folgende Varietäten und Unterarten unterschieden:
- Aloe fievetii var. fievetii
- Aloe fievetii var. altimatsiatrae (J.-B.Castillon) J.-B.Castillon
- Aloe fievetii var. ambatofinandrahanensis J.-B.Castillon
- Aloe fievetii subsp. fievetii
- Aloe fievetii subsp. johannis-baptistei J.-B.Castillon

Aloe fievetii var. ambatofinandrahanensis

Die Erstbeschreibung durch Jean-Bernard Castillon wurde 2010 veröffentlicht.

## Nachweise